# Andrzej Zalewski (wiceminister)
Andrzej Zalewski – polski prawnik i urzędnik państwowy, w 1992 podsekretarz stanu w Ministerstwie Spraw Wewnętrznych i Administracji.

## Życiorys
Ukończył studia prawnicze, praktykował jako adwokat (występował m.in. jako pełnomocnik Zygmunta Wrzodaka). Działał jako ekspert w komisji Rokity, w ramach której kierował zespołem badającym pacyfikację kopalni „Wujek”, a także zajmował się śmiercią Tadeusza Wądołowskiego. Od 9 marca do 9 czerwca 1992 pełnił funkcję podsekretarza stanu w Ministerstwie Spraw Wewnętrznych i Administracji, odpowiedzialnego m.in. za policję. Uczestniczył w pracach nad listą Macierewicza jako jej wykonawca, przygotowywał też projekt ustawy dotyczącej obowiązkowej lustracji osób publicznych. Podał się do dymisji w związku z kontrowersjami dotyczącymi pracy resortu w czasie urzędowania Macierewicza (był w tej sprawie przesłuchiwany przez tzw. komisję Ciemniewskiego).
W wyborach parlamentarnych w 1993 bez powodzenia ubiegał się o mandat poselski w okręgu warszawskim z listy Koalicji dla Rzeczypospolitej. 